# Einschienenbahn Tainan
Die Einschienenbahn Tainan (chinesisch 台南 式单轨, Pinyin Táinán shì dānguǐ), auch Tainan Monorail genannt, ist ein in Bauvorbereitung befindliches öffentliches Personennahverkehrssystem in der taiwanischen Großstadt Tainan anstelle eines Stadtbahn- oder U-Bahn-Systems. Die vollautomatische Hochbahn soll ab 2026 gebaut werden und ab 2031 mit vorerst einer Linie und 9 Stationen den Stadtraum auf 8,6 Kilometern für den liniengebundenen Stadtverkehr erschließen. Diese Linie soll durch zwei Verlängerungen um 32,2 Kilometer ausgebaut werden. Darüber hinaus sind vier weitere Linien geplant, um letztlich ein Streckennetz von über 100 Kilometern zu erhalten.

## Planung und Bau
Tainan ist die einzige der sechs regierungsunmittelbaren Städte Taiwans ohne lokales Schnellbahnsystem. Der Öffentliche Personenverkehr basiert bisher ausschließlich auf einem Bussystem, welches in den engen Straßen vor allem der Innenstadt nur geringe Transportkapazitäten bereitstellen kann. Daher gibt es seit den 1980er Jahren Bestrebungen, durch ein leistungsfähiges Stadtbahnnetz mit mittlerer Kapazität die Umweltbelastungen durch den Indiviualverkehr einzudämmen. Aufgrund der oftmals geringen Straßenquerschnitte wird daher der Aufbau eines Einschienenbahnsystemes mit überwiegend in Hochlage geführten Strecken präferiert, welches durch kleine Kurvenradien und höhere Steigungsgradienten besser an die vorhandene Stadtstruktur anzupassen ist als herkömmliche Stadtbahn- oder U-Bahn-Systeme.
Das Ministerium für Verkehr und Kommunikation (MOTC) begann 1989 mit der Planung eines Schnellbahnsystems für den Großraum Tainan. Sein Institut für Verkehrsforschung und das Institut für Verkehrsmanagement der Cheng-Kung-Nationaluniversität arbeiteten bei der Planung zusammen. Im Juli des folgenden Jahres wurde die „Machbarkeitsstudie für das Schnellbahnsystem für den Großraum Tainan“ abgeschlossen. Die Ergebnisse der Studie zeigten, dass Bedarf für den Bau eines Schnellbahnsystems bestand. Im Zuge dieses Prozesses wurde auch erstmals die Blaue Linie vorgeschlagen und es wurden zwei Streckenpläne erstellt. Aus wirtschaftlichen Gründen entschied sich das MOTC für den ersten Streckennetzplan, der die Blaue Linie nicht enthielt.
Um den Bau von Schnellbahnsystemen in verschiedenen Teilen Taiwans weiter zu beschleunigen, erließ der Exekutiv-Yuan am 29. Dezember 1990 offiziell die Anordnung Nr. 79-39519, die die Planung von Schnellbahnsystemen in vier Metropolregionen, darunter auch der Metropolregion Tainan, anordnete. Die Pläne für eine 20,4 Kilometer lange, vollständig erhöhte Blaue Linie mit 15 Stationen, die in drei Phasen gebaut werden sollte, wurden vom Exekutiv-Yuan jedoch am 1. Oktober 2002 negativ beschieden, da „bei der Streckenführung in diesem Fall die beste Verbindungsstrecke zwischen dem Hochgeschwindigkeitsbahnhof Tainan und dem Bahnhof Taiwan Vorrang haben sollte“. Damit verlagerte das MOCT sämtliche Arbeiten auf den Bau der Shalun-Linie, Planungen für das geplante Nahverkehrssystem wurden vorübergehend eingestellt. Die Blaue Linie wird zur drittwichtigsten Strecke erklärt, während die Grüne Linie, die im Bezirk Xinhua beginnt und in Yizai Jincheng endet, zur vorrangigen Strecke hochgestuft wird. Als das Tainan Metro System 2010 zur Prüfung vorgelegt wurde, lehnte das Verkehrsministerium den Antrag jedoch aufgrund seiner geringen Kostendeckungsquote ab. Nach seinem Amtsantritt 2011 war auch Bürgermeister Lai Ching-te der Ansicht, dass die Baukosten zu hoch und die Straßenbreite zu schmal für den Bau einer Stadtbahn sei. Er beendete das Projekt des Tainan Metropolitan Light Rail Transit System offiziell.
Daraufhin verfolgte die Stadtverwaltung einen anderen Ansatz und förderte die Umstellung des Busverkehrs und den Bau von Umsteigebahnhöfen. Da die Maßnahmen nur begrenzten Erfolg hatten, sollte der Betrieb der Umsteigebahnhöfe effizienter gestaltet und die Bedürfnisse der umliegenden Gebiete besser bedient werden, sodass die Stadtverwaltung erneut eine „Machbarkeitsstudie für ein modernes öffentliches Nahverkehrssystem“ beauftragte. Im Ergebnis wurde ein Netz aus neun Strecken, darunter die durch das Stadtzentrum verlaufende Blaue Linie und drei weitere Linien vorgeschlagen. Der Datong-Abschnitt der Blauen Linie soll dabei als Einschienenbahnsystem gebaut werden, das Budget beträgt 18,558 Milliarden NT$, umgerechnet rund 540 Millionen Euro, der Baubeginn war für 2021 und die Verkehrsfreigabe für 2025 geplant. Der Machbarkeitsbericht für die erste Phase der Blauen Linie wurde im Oktober 2016 dem Verkehrsministerium offiziell zur Prüfung vorgelegt. Die Blaue und die Grüne Linie wurden in den zukunftsweisenden Infrastrukturentwurfsplan aufgenommen und am 28. Dezember 2018 vom Exekutiv-Yuan genehmigt. Der erste Bauabschnitt der Blauen Linie erhielt dann im März 2024 die Genehmigung durch das MOTC und die Ausführungsplanung ging daraufhin an ein Konsortium aus Egis und TYLin.

## Strecke
Der erste Bauabschnitt der Blauen Linie  ist eine Nord-Süd-Linie und soll durchgängig zweigleisig und aufgeständert vom Bahnhof Daqiao über eine Länge von gut 6 Kilometern mit 7 Stationen das Stadtzentrum östlich umgehend bis zur Station Tainan Municipal Cultural Center verlaufen, wo es zukünftig einen Umstieg zur Roten Linie geben soll. Nach der Station Dongmen trennt sich die knapp 2 Kilometer lange Zweigstrecke bis zur vorläufigen Endstation Rende Bus Station ab. Dahinter wird es ein Betriebswerk mit Zugdepot geben.
In einem zweiten Bauabschnitt wird die Blaue Linie durchweg zweigleisig und als Hochbahn um knapp 15 Streckenkilometer und 15 Stationen verlängert. Sie wird von der Rende Bus Station nach Osten fortgeführt und teilt sich nach der dritten Station Yilin Road und Überquerung der Schnellfahrstrecke in eine weiter ostwärts bis zur Endstation Guanmiao Junior High School führende Zweigstrecke und einen nach Süden laufenden Streckenteil, der an der ersten Station Gueinan Road Anschluss an die Dunkelgrüne Linie bietet und im weiteren Verlauf parallel zur Schnellfahrstrecke über die Umsteigestation HSR Tainan Station bis Shalun Green Energy Science City geht. Auch hier wird es hinter der Endstation ein Betriebswerk mit Zugdepot geben.
Als dritter Bauabschnitt soll die Blaue Linie vom Bahnhof Daqiao nach Norden über eine Umsteigestation zur Gelben Linie bis in den Bezirk Jiali verlängert werden. Diese Strecke soll nach derzeitigem Planungsstand (Juli 2025) ebenfalls durchgehend zweigleisig und in Hochlage 17,4 Kilometer lang sein und insgesamt 10 Stationen umfassen.
| Bauabschnitt | Streckenabschnitt                                                                                         | Streckenlänge | Stationen | Baustart  | Eröffnung    |
| ------------ | --- | ------------- | --------- | --------- | ------------ |
| B            | Daqiao – Rende Bus Station mit Abzweig Dongmen – Tainan Municipal Cultural Center                         | 08,6 km       | 09        | 2026      | 2031 geplant |
| BK / BH      | Rende Bus Station – Guanmiao Junior High School mit Abzweig Yilin Road – Shalun Green Energy Science City | 14,8 km       | 15        |           | 2035 geplant |
|              | Daqiao – Jiali                                                                                            | 17,4 km       | 10        | unbekannt | unbekannt    |

### Weitere Planungen
Es ist ein Streckennetz mit insgesamt fünf Linien und rund 110 Kilometern Streckenlänge geplant.
Die Rote Linie wird mit 6,52 Kilometern Streckenlänge und 6 Stationen von der Endstation am neuen Bahnhof Dalin über Tainan Municipal Cultural Center mit Umstieg zur Blauen Linie nach Süden führen und an der Station Chia Nan University of Pharmacy in Bao'an Village enden. Die Strecke wird ebenfalls durchgängig zweigleisig und aufgeständert verlaufen. Für diese Strecke wurde bereits die Machbarkeitsstudie beim MOTC eingereicht (Stand März 2025).
Die Gelbe Linie mit rund 22 Kilometern Streckenlänge und etwa 18 Stationen wird im Süden in Ludong Village an einem neuen Bahnhof an der alten Hauptbahn beginnen, in einem nach Westen ausschwingenden Bogen die Innenstadt durchqueren, dabei an der Station Tainan City Hall die Grüne Linie kreuzen, von dort zunächst weiter nordwärts führen und die geplante Verlängerung der Blauen Linie nach Jiali kreuzen, sich dann nach Osten wenden und an einer Station der Dunkelgrünen Linie in Shenei Village enden. Sie wird ebenfalls durchgängig zweigleisig und wahrscheinlich auch durchgehend aufgeständert verlaufen. Die Machbarkeitsstudie befindet sich in der Ausschreibung (Stand März 2025).
Die Grüne Linie mit 19 Stationen auf 17,23 Kilometern Streckenlänge ist eine Ost-West-Durchmesserlinie, die von der Station Baoji Road an der Dunkelgrünen Linie kommend über die Umsteigestation Pingshih Bus Station mit der Blauen Linie in das Stadtzentrum führt, dieses zwischen Shuipingzhai und Xiaodong-Park in einem 4,56 Kilometer langen Tunnel mit sechs Stationen unterquert, danach an der Station Tainan City Hall die Gelbe Linie kreuzt und anschließend in einem Bogen zur Endstation Taiwan Tainan District Court schwenkt. Die Strecke wird ebenfalls durchgängig zweigleisig verlaufen. Sie ist durchgeplant und befindet sich aktuell (Stand Juli 2025) in der Plangenehmigung.
Die Dunkelgrüne Linie mit 21,3 Kilometern Streckenlänge und 14 Stationen ist eine Nord-Süd-Linie vom Bahnhof Shanhua, hat in Shenei Village einen Anschluss an die Gelbe Linie (dieser rund 8 Kilometer lange Abschnitt Shanhua–Shenei war ursprünglich Teil der Gelben Linie) und an der Station Baoji Road an die Grüne Linie und endet an der Station Gueinan Road an der Blauen Linie. Die Strecke wird ebenfalls durchgängig zweigleisig und aufgeständert verlaufen. Sie befindet sich aktuell (Stand Juli 2025) in der Machbarkeitsstudie.
| Linie | Linie             | Streckenabschnitt                         | Streckenlänge | Stationen | Baustart | Eröffnung |
| ----- | ----------------- | ----------------------------------------- | ------------- | --------- | -------- | --------- |
|       | Rote Linie        | Dalin – Chia Nan University of Pharmacy   | 06,5 km       | 06        |          |           |
|       | Gelbe Linie       | Ludong Village – Shenei Village           | ≈22 km        | ≈18       |          |           |
|       | Grüne Linie       | Baoji Road – Taiwan Tainan District Court | 17,2 km       | 19        |          |           |
|       | Dunkelgrüne Linie | Bahnhof Shanhua – Gueinan Road            | 21,4 km       | 14        |          |           |

Es gibt Überlegungen für einen langfristigen Ausbau des Netzes um drei weitere Linien Braun, Orange und Lila sowie für Verlängerungen der Roten Linie nach Nordosten bis Yujing und nach Süden bis zur Station Gangshan der Roten Linie der Metro Kaohsiung sowie der Grünen Linie nach Süden bis Xinan Village. Damit soll vor allem der nördliche und östliche Großraum Tainans erschlossen werden.

## Betrieb
Der Betrieb auf dem ersten Bauabschnitt der Blauen Linie soll 2031 aufgenommen werden.